# Panteón maya
La concepción del panteón maya («conjunto de dioses») escapa a toda lógica simplista de identidad, ya que se trata de deidades polivalentes, las cuales pueden ser uno y varios a la vez, buenos y malos, masculinos y femeninos, celestes, infernales y terrestres, con varias formas, significaciones y funciones que están sujetas a la temporalidad.
Los dioses mayas son seres híbridos que aparecen representados con atributos humanos, animales o vegetales. Sin embargo, estas figuras no son los dioses propiamente dichos, sino simples imágenes simbólicas de las fuerzas cósmicas o elementos de la Naturaleza (cielo, Sol, lluvia, viento, tierra, etc.) que, a su vez, son las manifestaciones físicas de lo sagrado.
Estas deidades tenían también características humanas, ya que se enojaban, se alegraban, actuaban con voluntad propia y, sobre todo, sus decisiones y estado de ánimo dependían en gran parte de los sacrificios, las ofrendas y el adecuado comportamiento de los hombres.
Estos son algunos de los dioses en la cultura maya:
- Itzamná (también llamado Zamná): Su nombre significa "casa de iguanas", y era el señor del "rocío o sustancia del cielo", dios creador y supremo entre los mayas yucatecos. Era señor de los cielos, la noche y el día. Se le representa en los códices como un dragón celeste bicéfalo que vierte agua sobre la tierra; y también como un pájaro con rasgos de serpiente. En su forma antropomorfa se le representaba como un anciano de mandíbulas sin dientes, carrillos hundidos, con ojo grande y cuadrangular, nariz aguileña y algunas veces barbado. Se le atribuye la invención de la escritura, del calendario, la medicina y la agricultura, y por tanto, su origen se remonta a los principios de la historia maya. Era amigo del Sol, de quien dependía el fuego; de Kukulcán, de quien dependía el viento; y de Chaac, de quien dependía el agua. La asociación entre Itzamná y Chaac es muy estrecha, ya que ambos simbolizan la lluvia, pero quizá mientras Chaac encarna al agua misma, Itzamná representa la energía vital que la genera.[2]

- Ix Chebel Ya'ax: Esposa de Itzamná, diosa patrona de la pintura y el bordado. Se le representaba con una serpiente enroscada en la cabeza y un rollo de algodón. Ix Chebel Ya'ax acompaña a Itzamná y como él, también arroja agua sobre la tierra.[3]

- Kukulkán: representaba al dios viento, llamado también serpiente emplumada, traída del Altiplano central por putunes itzáes y toltecas. En un principio fue una serpiente con alas que voló al cielo y quiso hablarle al Sol, pero éste, orgulloso, le quemó la lengua. Kukulcán siempre va adelante del dios Chaac, porque se anticipa a la lluvia y con su cola agita el viento y barre la tierra para que las aguas corran limpias. Se le asociaba al Katún 4 ahau y al quetzal.[4]

- El Sol: Recibe los nombres de Kin, "Día" o "Sol"; Ah Kin, "El del Sol"; Kinich Ahau, "Rostro del Sol" o "Señor del ojo solar". Se le representa en forma humanizada llevando un glifo Kin, que es una flor de cuatro pétalos, y una banda que cuelga por la comisura de la boca. los incisivos aparecen limados y los ojos son grandes, cuadrangulares y bizcos. El Sol tiene una manifestación animal llamada Kinich Kakmó, "Rostro u ojo solar, guacamaya de fuego", representada con cabeza de guacamaya y cuerpo humano, y lleva en una mano una antorcha encendida, que simboliza la sequía y el calor abrasador.

- Ixchel: Diosa de la Luna, esposa del dios solar. Es patrona de la medicina, las inundaciones, del embarazo, del parto y del tejido. Se presenta como una anciana vaciando un cántaro sobre la tierra, o también con un telar de cintura. En su cabeza lleva una serpiente retorciéndose y en la falda lleva huesos formando cruces. Su glifo era el del día caban, "tierra". Antes de estar en el lugar donde los conocemos, el Sol y la Luna vivían en la tierra. El Sol era aficionado a la caza y le gustaba la música y la poesía. El Sol y la Luna eran amantes, pero ésta tuvo siempre inclinaciones licenciosas. Los mayas creían que los humanos tienen dos clases de sombras: la caliente, que es hija del Sol, y la fría, que es hija de la Luna. El hombre tendrá vida mientras estén juntos su cuerpo y su sombra. Si la sombra se separa del cuerpo o se adelgaza, viene la muerte. La sombra caliente es muda, pero la sombra fría puede hablar con ciertos hechiceros.

- Chaac: dios del agua y de la lluvia, de carácter serpentino, ligado tanto al cielo como a la tierra, que encarna a la lluvia misma y ejercía su poder desde los cuatro puntos cardinales: este (rojo), norte (blanco), oeste (negro) y sur (amarillo). A Chaac se le representa con una nariz parecida a una trompa y dos colmillos enrollados que le salen de la boca y se dirigen hacia abajo. El adorno que lleva en la cabeza, es por lo general una faja anudada, y el jeroglífico de su nombre tiene un ojo que en el códice Tro-Cortesiano, toma decididamente la forma de una "T". También se le representaba blandiendo un hacha con mango de madera, o arrastrando un árbol. Era el dios de mayor ascendencia popular, al ser por extensión dios de la fertilidad y de la agricultura. Para congraciarse con él se le tenían que ofrecer ollitas de atole y hacer que los niños imitaran el croar de los sapos. .

- Yum Kaax: "Señor de los bosques", era dios del maíz y de la agricultura. Se representaba como un joven en plenitud de fuerza y galanura. De la parte superior de su cabeza salen hojas de maíz y con frecuencia una mazorca de maíz. Arriba de su frente lleva el glifo del maíz, y sostiene entre sus manos una vasija con tres mazorcas. Yum Kaax también recibe los nombres de Kauil, Ah Uaxac Yokauil, Itzam Na Kuil, "abundancia de nuestro pan cotidiano", y Ah Nun, "maíz tierno". Este dios era benévolo y delante de él no se podían decir palabras de muerte. Estaba asociado al número 8 y al signo kan, que simboliza al maíz.[5]

- El paraíso: Era un  lugar en donde crecía una ceiba, bajo cuyas ramas los hombres buenos descansaban de sus fatigas y agonías del mundo. Ahí disfrutaban de comidas y bebidas riquísimas que no se acababan nunca. La bóveda celeste era sostenida con los hombros y las manos de los cuatro hermanos Bacab.

- El mundo: Tenía cuatro esquinas, en cada una de las cuales había una ceiba y junto a ella un calabazo que derramaba agua sobre la tierra. La esquina que correspondía al Norte era de color blanco; la del Sur, amarillo; la del Este, rojo; y la del Oeste, negro. El centro correspondía al color verde.

- Ah Puch: "El descarnado", era el dios de la muerte entre los mayas yucatecos, patrono del día cimi, que significa muerte. Era jefe de los señores del inframundo, y era representado con una calavera por cabeza y varias costillas desnudas en el cuerpo; o también como un hombre fuerte quebrando un árbol. Otros de sus nombres son Yum Cimil, "señor de la muerte", y Kizin, "hedor". Al parecer tuvo una esposa, la cual originalmente fue Xtabai. . Al infierno o región de la muerte, los mayas yucatecos le llamaban: Metnal; y los quichés: Xibalbá, "región de los que se desvanecen". Entre los quichés, los dioses del inframundo son Hun Camé, "Uno Muerte" y Vucub Camé, "Siete Muerte", a cuyo lado están los dioses que producen las enfermedades.

- Xtabay (leyenda): Mujer legendaria duende o mujer demonio.[6] En la imaginario maya era una deidad maligna que tomaba la forma de una hermosísima mujer que atraía a los hombres, los volvía locos y los mataba.[7] También es conocida por el nombre de Ixtab, la cónyuge de Yum Kimil, el señor de los muertos.  Entre los mayas lacandones era la esposa de Kizin, el dios de la muerte.

- Ixtab: La otra cara de la Xtabay: "La de la cuerda", diosa del suicidio, esta sí partícipe en el panteón maya, se relacionaba con la futura vida paradisíaca y protegía a los suicidas por ahorcamiento. Se le representa como una mujer colgada del cuello, con los ojos cerrados y un círculo negro en la mejilla, que simboliza la descomposición. Su imagen aparece representada en el Códice Dresde.[8]

- Ah tabai: También llamado Ah tab o Acanum-zuhuy. Dios maya de la cacería y protector de los animales y de la naturaleza.[9]

- Kakasbal: Era un dios maligno que generalmente se manifestaba bajo formas monstruosas. Cuando se hacía invisible era como el vaho de la boca, y su presencia se percibía por los ojos, los oídos, la nariz, las manos y la lengua, y su maleficio entraba así por todas las ventanas del alma.

- Xaman Ek: Estrella del norte (probablemente sea la Estrella Polar).

- Ek Chuah: escorpión negro de la guerra, patrono del cacao y los mercaderes.

- Ik: dios del viento.

- Kakupakat: dios de la guerra.

Hay un dios que preside la guerra, los sacrificios humanos y la muerte violenta. Los dioses principales o más conocidos son, Kukulkán en el Período Posclásico, Chac, Itzamná, Ah Muken Kab (el dios descendente), y trece dioses del mundo superior (Oxlahun Ti K'u) y nueve del inframundo (Bolon Ti K'u).